# 키무라 아키코
키무라 아키코(일본어: 木村亜希子, 1971년 6월 28일 ~ )는 일본의 여자 성우다. 켁케코포레이션 소속 후쿠이현 요시다군 마츠오카 정(현에이헤이지정)출신이다.

## 출연 작품

### 애니메이션
1998년
- 바사라 (사라사 (타타라))

1999년
- 커렉터 유이 (레스큐)
- 투하트 (오카다 메구미 (상미))
- 빅쿠리맨 2000 (아즐 (카리스))
- 헌터X헌터 (미토)

2000년
- 트랜스포머 카로봇 (오오니시 유우키 (김남현))
- 아야시노 세레스 (우라카와 유키)

2001년
- 테니스의 왕자 (타치바나 안 (박혜진))

2002년
- 포켓몬스터 AG (리라)
- 도쿄 언더그라운드 (코우린)
- 탑블레이드V (미나미 유우야 (유진))
- 겟 백커즈 (미로쿠 일족)
- 록맨 에그제 (록맨)
- 전광초특급 히카리안 (히지리바시 켄타 (강한솔))
- 해피 레슨 (니노마이 키사라기)

2003년
- 팽이대전 G블레이드 (라울 페르난데스)
- 진월담 월희 (아오자키 아오코)
- 길가메쉬 (우노)
- 록맨 에그제 액서스 (록맨)
- 트윈 스피카 (우키타 마리카 (우주희))
- 출격! 머신로보 레스큐 (스이젠지 사유리)

2004년
- 록맨 에그제 스트림 (록맨)

2005년
- 트리니티 블러드 (바네사 월시)
- 마이 오토메 (리리에 아딘, 요코 헬레네)
- 건퍼레이드 오케스트라 (아라키 유키코)
- 록맨 에그제 비스트 (록맨)
- UG 얼티메이트 걸 (코하루노 마유)

2006년
- 유성의 록맨 (호시카와 아카네)
- 제로의 사역마 (미스 롱빌)
- 마모루군에게 여신의 축복을! (요시무라 마모루)

2007년
- 슈가 바니즈 (쿠로우사)
- 블루 드래곤 (델피니움)
- 스카이 걸스 (스오 키리코)
- 모에땅 (마지멜로, 미호)
- 강철신 지그 (히미카)

2008년
- 배틀 스피리츠 : 소년돌파 바신 (오쿄, 엄마)
- 라이브 온 카드리버 카케루 (켄타, 아마오 아유무)
- 마카데미 왓쇼이 (트린시아)
- 북두의 권 라오우 외전 : 하늘의 패왕 (사쿠야)
- 블루 드래곤 : 천계의 7용 (델피니움)

2009년
- 우주를 달리는 소녀 (엘 스르)

### 극장판 애니메이션
2002년
- 피아캐롯에 어서오세요 극장판 ~사야카의 사랑 이야기~ (키노시타 타카코)
- 헌터X헌터 OVA (비스케)

2005년
- 창궁의 파프너 RIGHT OF LEFT (쿠라마에 카린)

2007년
- 미요리의 숲 (요코)

### OVA
1999년
- 단가이저 3 (레이카)